# Guangling, Yangzhou
Guangling är ett stadsdistrikt och säte för stadsfullmäktige i Yangzhou i Jiangsu-provinsen i östra Kina.